# Chamaecrista reducta
Chamaecrista reducta là một loài thực vật có hoa trong họ Đậu. Loài này được (Brenan) Du Puy miêu tả khoa học đầu tiên.